# Körző

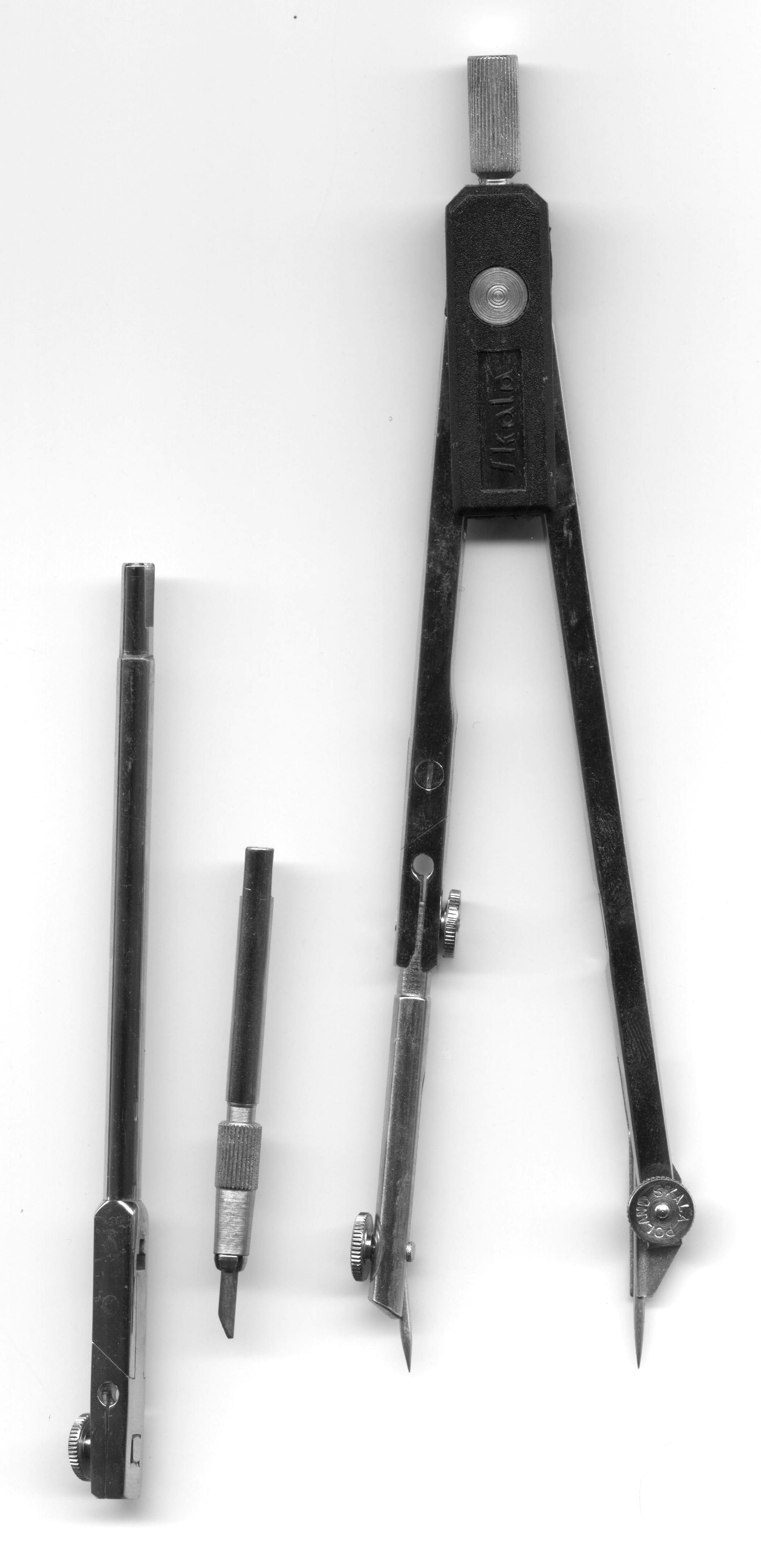
Körző

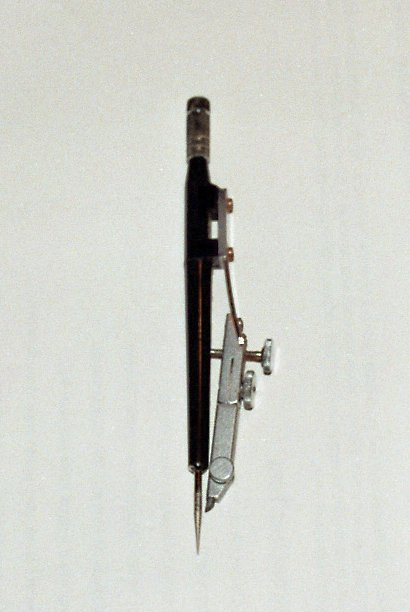
Nullkörző

A körző egyrészt hosszak lemérésére és átvitelére szolgál, másrészt mint kört rajzoló eszköz szerepel.
A mérőkörző két egyenlő hosszúságú, egyenes szárból áll, mely egyik végpontjában, a körző fejében, közös tengely körül forgatható, míg másik vége finom acélcsúcsot képez. A körző valamely adott vonaldarab két végpontjára pontosabban beállítható, ha egyik szárának csúcsát mikrométercsavarral mozgatható rugóra alkalmazzuk. Adott vonaldarabok egyenlő részekre való pontos beosztására szolgál az ún. osztó- vagy rugós körző, melynél a két szár acélrugóból áll és mozgatása célszerűen alkalmazott mikrométercsavarral eszközöltetik. Gömbölyű testek (tengelyek, gömbök stb.) méreteinek lemérésére szolgáló körzőnél a két zár a közepén kifelé hajlott, úgy hogy ha a két csúcs összeér, a körző "O" alakot képez. Csövek, üregek stb. belső méreteit oly körzővel mérjük le, melynél a szárak végei kifelé hajlottak. E két körzőnek szerkezete rendszerint olyan, hogy mindegyik mind a két célra szolgálhat.
Szögek vagy egész háromszögek átvitelére szolgál egy háromszárú körző. Bizonyos tekintetben nem annyira körző, mint inkább számológép szerepe van az aranykörzőnek. Ez két különböző alakban fordul elő. Az első két egyenlő vonalzóból áll, mely körző módjára egy pont körül, egy közös síkban forgatható úgy, hogy összecsukva a két vonalzó egymás mellett fekszik és hosszában érintkezik. A két vonalzóra a közös forgásponton mint kezdőponton keresztül vannak a különböző célokra szolgáló, különböző beosztásokkal ellátott egyenes vonalak felrajzolva. A másik, jelenleg használtabb alak nem más mint kettőskörző, melynél az egyik körzőnek szárai a másik szárainak meghosszabbításait képezik.
Fontos szerepe van még a körzőnek mint kört rajzoló eszköznek. A mérőkörző körök rajzolására szolgálhat, ha egyik szára úgy van készítve, hogy annak acélcsúcsa szükséghez képest irónt tartalmazó hüvellyel vagy rajztollal kicserélhető. Rendesen a másik szár acélcsúcsát is csuklóval bíró és a végén acéltűvel felszerelt betéttel cseréljük ki. Kis körök rajzolására szolgálnak különböző szerkezetű ún. nullkörzők, amelyekkel félmilliméternyi és még kisebb átmérőjű körök rajzolhatók. Nagy körök, illetve körívek rajzolására leggyakrabban szolgál a rúdkörző. Ez egy fából vagy fémből készült, pontos beosztással ellátott merev rúd, amelyre két eltolható hüvelyt alkalmazunk. Ezek közül az egyik szükséghez képest irónnal vagy rajztollal szerelhető fel, míg a másik finom acélcsúcsot hord. Ha mi a két hüvelyt acélcsúccsal szereljük fel, akkor a rúdkörző egyszersmind mint mérőkörző is szolgálhat.
Körök rajzolására az eddig felemlített egyszerű körzőkön kívül még már többé-kevésbé összetett szerkezetek is léteznek, melyeknek közös, az előbb tárgyalt körzőktől elütő vonásuk az, hogy úgy a gép beállításánál, mint a kör megrajzolásánál a kör középpontja nem szerepel. Ezek közül talán a legegyszerűbb az ún. centrográf. Ez két vonalzó által képezett rögzíthető szög, melynek csúcsában van az irón vagy rajztoll. Ha a szögnek két szárát mindig a körzőnek két adott pontján vezetjük keresztül, akkor a szög csúcsa körívet ír le.

## A körző mint szimbólum

A szabadkőművesség egyik jelképe a szögmérő szárai fölé helyezett körző
Körző a Német Demokratikus Köztársaság címerében